# One Piece (sæson 12)
Den tolvte sæson af One Piece-animeserien blev produceret af Toei Animation, og blev instrueret af Hiroaki Miyamoto. Sæsonen adapterer bind 53 til 54 af Eiichiro Odas mangaserie og blev sendt på Fuji Television i perioden den 5. juli 2009 til den 11. oktober 2009 og består af 14 afsnit. Den tolvte sæson omhandler Luffy og Stråhattene, efter Bartolomæus Bjørn spredte dem ud over verden. De første 10 afsnit fokuserer på Luffys ophold på Amazon Lilly, en ø som er beboet af Kujaerne, en stamme af kvindelige krigere, som er ledt af "Pirat-kejserinden" Boa Hancock, én af Havets Syv Krigsherrer. De resterende 4 afsnit drejer sig om, hvad der skete med de andre Stråhatte, mens Luffy rejser mod verdens største fængsel, Impel Down, for at redde sin bror, Portgas D. Ace fra at blive henrettet.

## Afsnit
| Nr. i serie | Nr. i sæson | Dansk titel Japansk titel                                                                                    | Japansk visning    | Dansk visning       |
| ----------- | ----------- | --- | ------------------ | ------------------- |
| 408         | 1           | "Jōriku! Danshi Kinsei no Shima Amazon Rirī" (上陸! 男子禁制の島アマゾン·リリー)                             | 5. juli 2009       | Ikke vist i Danmark |
| 409         | 2           | "Isoge! Nakama no Moto e – Nyōgashima no Bōken" (急げ! 仲間のもとへ 女ヶ島の冒険)                            | 12. juli 2009      | Ikke vist i Danmark |
| 410         | 3           | "Minna Meromero! Kaizoku Jotei Hankokku" (みんなメロメロ! 海賊女帝ハンコック)                                | 19. juli 2009      | Ikke vist i Danmark |
| 411         | 4           | "Senaka ni Kakusareta Himitsu – Sōgū Rufi to Hebihime" (背中に隠された秘密 遭遇ルフィと蛇姫)                 | 2. august 2009     | Ikke vist i Danmark |
| 412         | 5           | "Hijō no Sabaki! Ishi ni Sareta Māgaretto!!" (非情の裁き! 石にされたマーガレット!!)                          | 9. august 2009     | Ikke vist i Danmark |
| 413         | 6           | "Rufi Daikusen! Hebi Shimai no Haki no Chikara!!" (ルフィ第苦戦! ヘビ姉妹の覇気の力!!)                       | 16. august 2009    | Ikke vist i Danmark |
| 414         | 7           | "Nōryoku Zenkai Batoru!! Gomu Gomu vs. Hebi Hebi" (能力全開バトル!! ゴムゴムVSヘビヘビ)                      | 23. august 2009    | Ikke vist i Danmark |
| 415         | 8           | "Hankokku no Kokuhaku – Shimai no Imawashiki Kako" (ハンコックの告白 姉妹の忌まわしき過去)                   | 30. august 2009    | Ikke vist i Danmark |
| 416         | 9           | "Ēsu o Sukue! Arata na Mokutekichi wa Daikangoku" (エースを救え! 新たな目的地は大監獄)                       | 6. september 2009  | Ikke vist i Danmark |
| 417         | 10          | "Koi wa Harikēn! Meromero Hankokku" (恋はハリケーン! メロメロハンコック)                                     | 13. september 2009 | Ikke vist i Danmark |
| 418         | 11          | "Nakama-tachi no Yukue – Tenkō no Kagaku to Karakurishima" (仲間達の行方 天候の科学とからくり島)             | 20. september 2009 | Ikke vist i Danmark |
| 419         | 12          | "Nakama-tachi no Yukue – Kyōdori no Shima to Momoiro no Rakuen!" (仲間達の行方 巨鳥の島と桃色の楽園!)        | 27. september 2009 | Ikke vist i Danmark |
| 420         | 13          | "Nakama-tachi no Yukue – Shima o Tsunagu Hashi to Shokujin Shokubutsu" (仲間達の行方 島をつなぐ橋と食人植物) | 4. oktober 2009    | Ikke vist i Danmark |
| 421         | 14          | "Nakama-tachi no Yukue – Negatibu Purinsesu to Akumaō" (仲間達の行方 ネガティブ王女と悪魔王)                 | 11. oktober 2009   | Ikke vist i Danmark |